# Pristidactylus torquatus
Pristidactylus torquatus е вид влечуго от семейство Iguanidae.

## Разпространение
Видът е разпространен в Чили (Араукания, Биобио и Лос Лагос).